# Dassault Mirage 2000
Dassault Mirage 2000 este un avion de luptă multirol francez, monomotor, din generația a patra, produs de Dassault Aviation. A fost proiectat la sfârșitul anilor 1970 ca un avion ușor pentru Forțele Aeriene Franceze (în franceză Armée de l'Air), fiind bazat pe modelul Mirage III. Mirage 2000 a evoluat într-un avion multirol cu mai multe variante dezvoltate, precum avionul de atac la sol Dassault Mirage 2000N/2000D sau modelul îmbunătățit Mirage 2000-5. Peste 600 de avioane au fost construite, avionul fiind exportat în opt țări.

## Utilizatori
- Franța - 315
- India - 49
- Emiratele Arabe Unite - 68
- Taiwan - 60
- Grecia - 45
- Egipt - 20
- Qatar - 12
- Peru - 12
- Brazilia - 12